# Adisura affinis
Adisura affinis är en fjärilsart som beskrevs av Rothschild 1921. Adisura affinis ingår i släktet Adisura och familjen nattflyn. Inga underarter finns listade i Catalogue of Life.